# Síndrome de pseudoexfoliación
El síndrome de pseudoexfoliación consiste en el depósito de una sustancia (una microfibrilla de elastina) por todo el cuerpo, de aspecto blanco fibrilogranular, que a nivel ocular se deposita sobre la cápsula anterior del cristalino y la red trabecular. Fue descrito por primera vez por Lindberg en 1917.

## Etiología
Es un trastorno genético-hereditario. Un estudio realizado en Islandia y Suecia se ha asociado este síndrome con un polimorfismo genético en LOXL1.

## Epidemiología
Al ser ocasionado por un depósito, sus manifestaciones clínicas, que raramente aparecen antes de los 50 años, aumentan a partir de esta edad (doblándose cada 10 años). Es más prevalente en Islandia y Escandinavia, y se considera como la más común de las causas secundarias (identificables) de glaucoma.

## Clínica
El depósito a nivel de la red trabecular dificulta el drenaje del humor acuoso, y puede conducir a un tipo especial de glaucoma llamado glaucoma pseudoexfoliativo. Puede complicar la intervención de catarata, habiéndose relacionado con el IFIS.